# ロンゾ・ボール
ロンゾ・アンダーソン・ボール（Lonzo Anderson Ball, 1997年10月27日 - ）は、アメリカ合衆国カリフォルニア州アナハイム出身のプロバスケットボール選手。NBAのクリーブランド・キャバリアーズに所属している。ポジションはポイントガード。

## 経歴

### 生い立ち・高校
1997年に元NFL選手のラバー・ボール (LaVar Ball) の息子として、ロサンゼルス郊外のアナハイムで生まれる。 チーノヒルズ高校に在学していた2014-15シーズンに平均25得点、11リバウンド、9アシストを記録し、同高校を35戦全勝に導く。最終学年の2015-16シーズンは23.9得点、11.7リバウンド、11.3アシストのトリプル・ダブルを達成し、全米最優秀選手、カリフォルニア州最優秀選手。ネイスミス賞など、数々の賞を受賞した。

### 大学
大学は地元の名門UCLAに進学。T・J・リーフと共に同校のスター選手として活躍し、2016-17シーズンのNCAAアシスト王を受賞。ワシントン大学のマーケル・フルツやケンタッキー大学のデアーロン・フォックスらと大学No.1ポイントガードを争う存在として注目され、Pac-12のファーストチームやフレッシュマン賞に選出された。

### ロサンゼルス・レイカーズ
ボールは1年間大学でプレーしただけで2017年のNBAドラフトにアーリーエントリーを表明。地元のロサンゼルス・レイカーズを見て育ったボールは、ドラフト前から「レイカーズ以外のチームでプレーするつもりはない」と公言。迎えたドラフトでは相思相愛の形でレイカーズから指名された。2017年夏のサマーリーグでは、ラスベガスリーグで平均16.3得点 7.7リバウンド 9.3アシストを記録し、MVPを受賞した。

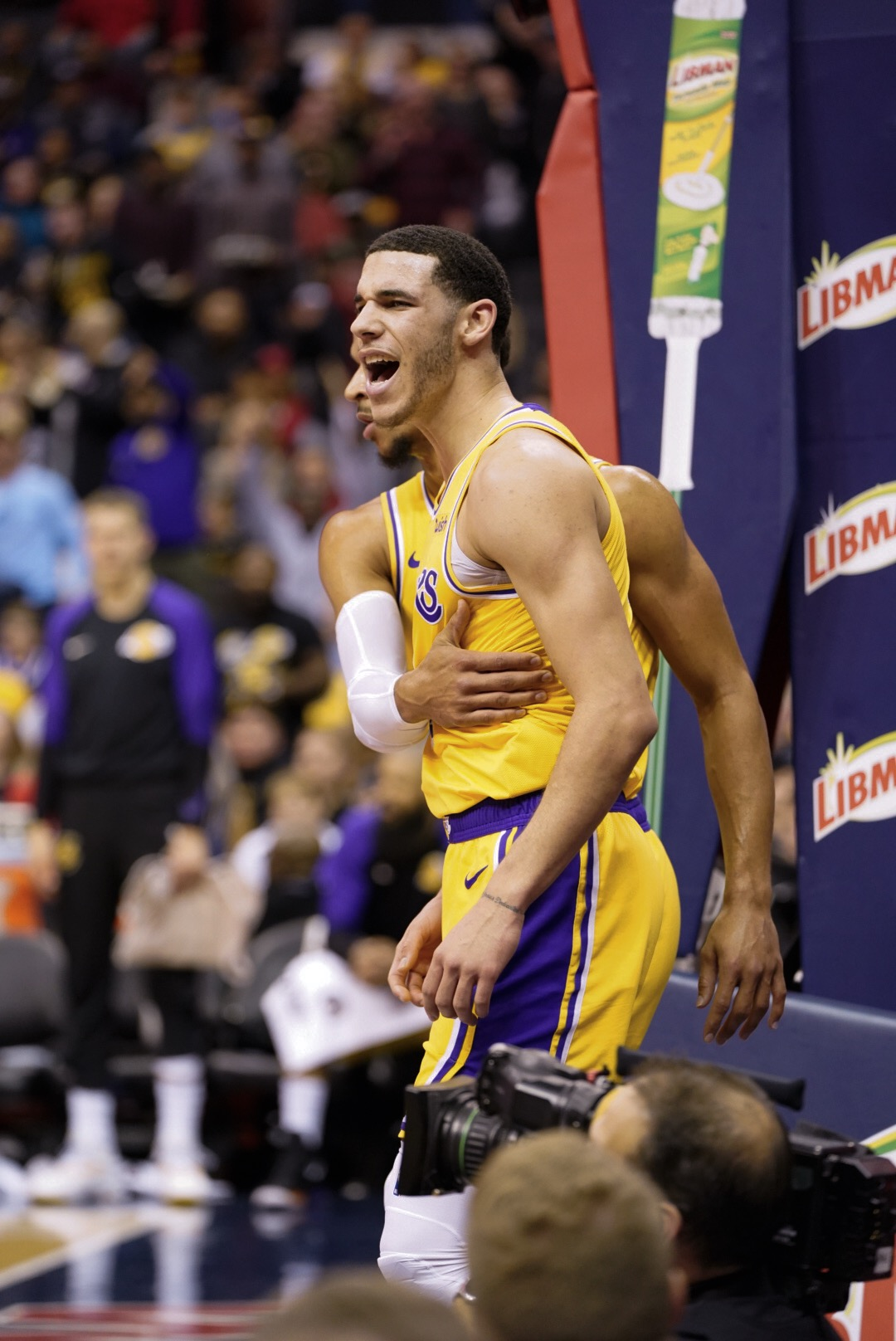
2018年のボール

2017-18シーズン開幕戦の、19日のロサンゼルス・クリッパーズ戦でNBAデビュー。翌20日のフェニックス・サンズ戦では29得点、11リバウンド、9アシストのあわやトリプル・ダブルの活躍で、132-130のシーズン初勝利に導いた。しかし、大学時代から疑問視されていた変則的なシュートフォームは予想通りNBAでは通用せず、シーズンを通してシュートタッチに苦戦。フィールドゴール成功率.360、3ポイントシュート成功率.305、フリースロー成功率.451はいずれも平均以下の数字だった。このシーズンは52試合に出場して平均10.2得点、6.9リバウンド、7.2アシストの成績を記録。NBAオールルーキーチームの2ndチームに選出されたものの、ドラフト時の期待を大きく下回る成績であった。
2年目の2018-19シーズンも成績に大きな向上は見られなかった。

### ニューオーリンズ・ペリカンズ
2019年7月6日、アンソニー・デイビスとのトレードで、ブランドン・イングラム、ジョシュ・ハート、多くのドラフト指名権と共にニューオーリンズ・ペリカンズへ移籍した。
2020-21シーズンオフに制限付きFAとなった。

### シカゴ・ブルズ
2021年8月8日にサイン・アンド・トレードでシカゴ・ブルズへ移籍し、ブルズと4年総額8500万ドルの契約を結んだ。

### クリーブランド・キャバリアーズ
2025年7月6日、アイザック・オコロとのトレードでクリーブランド・キャバリアーズに移籍した。

## 選手としての特徴
広い視野と優れたパスセンスを誇る。一方で右手を横に滑らせる独特のシュートフォームのためシュートの成功率に難があるが、ペリカンズ移籍以降は改善されつつある。

## 個人成績

### NBA

#### レギュラーシーズン
| シーズン | チーム | GP  | GS  | MPG  | FG%  | 3P%  | FT%  | RPG | APG | SPG | BPG | PPG  |
| -------- | ------ | --- | --- | ---- | ---- | ---- | ---- | --- | --- | --- | --- | ---- |
| 2017–18  | LAL    | 52  | 50  | 34.2 | .360 | .305 | .451 | 6.9 | 7.2 | 1.7 | .8  | 10.2 |
| 2018–19  | LAL    | 47  | 45  | 30.3 | .406 | .329 | .417 | 5.3 | 5.4 | 1.5 | .4  | 9.9  |
| 2019–20  | NOP    | 63  | 54  | 32.1 | .403 | .375 | .566 | 6.1 | 7.0 | 1.4 | .6  | 11.8 |
| 2020–21  | NOP    | 55  | 55  | 31.8 | .413 | .378 | .781 | 4.8 | 5.7 | 1.5 | .6  | 14.6 |
| 2021–22  | CHI    | 35  | 35  | 34.6 | .423 | .423 | .750 | 5.4 | 5.1 | 1.8 | .9  | 13.0 |
| 2024–25  | CHI    | 35  | 14  | 22.2 | .366 | .344 | .815 | 3.4 | 3.3 | 1.3 | .5  | 7.6  |
| 通算     | 通算   | 287 | 253 | 31.2 | .398 | .362 | .599 | 5.5 | 5.8 | 1.5 | .6  | 11.4 |

### カレッジ
| シーズン | チーム | GP | GS | MPG  | FG%  | 3P%  | FT%  | RPG | APG | SPG | BPG | PPG  |
| -------- | ------ | -- | -- | ---- | ---- | ---- | ---- | --- | --- | --- | --- | ---- |
| 2016–17  | UCLA   | 36 | 36 | 35.1 | .551 | .412 | .673 | 6.0 | 7.6 | 1.8 | .8  | 14.6 |

## 人物
音楽好きであり、暇な時間には作詞活動を行っている。また頻繁にスタジオでレコーディングを行っており、「NBA選手でなければ、ラッパーになっていただろう」と語っている。その後、2017年9月に弟のラメロに捧ぐ「Melo Ball 1」をリリースしてラッパーデビューを果たした。翌10月には漫画「ドラゴンボールZ」に登場する超サイヤ人をイメージした「Super Saiyan」をリリース。この曲の中でドラゴンボールの主人公である孫悟空と自身を比較している。

## 家族
父のラバー・ボールは、ニューヨーク・ジェッツやカロライナ・パンサーズなどに在籍した経験を持つ元NFL選手で、ポジションはタイトエンド（TE）だった。現在はロサンゼルスを中心にエンターテイナーとして活動しているが、息子ロンゾへの過激発言で周囲を困惑させており、パトリック・ビバリーやルディ・ゴベアら、現役NBA選手とも舌戦を繰り広げるなど、厄介者として名を馳せている。
2人の弟がおり、いずれもバスケットボール選手である。1歳下の弟リアンジェロ・ボールは2021年にシャーロット・ホーネッツの一員としてサマーリーグに参加し、4歳下の弟ラメロ・ボールはオーストラリアのプロバスケットボールチーム,イラワラ・ホークスで活躍し、2020年のNBAドラフトでホーネッツから3位指名を受けた。